# Ліго
Ліґо (латис. Jāņi, Līgo svētki) — традиційне щорічне латвійське свято на честь літнього сонцестояння. Відзначається в ніч з 23 на 24 червня; остання дата припадає на День Яна (латис. Jāņi). Після завершення Ліґо латиші переїжджають до сільських місцевостей, де святкують Янів день.
18 червня 2016 на території Музею народної архітектури та побуту України відбулося перше масштабне святкування Ліґо в Україні.

## Назва
Вперше назву Līgo svētki використав і запровадив латвійський композитор та фольклорист Еміліс Мелнґайліс у 1900 — за його власними словами, озвученими в газеті Jaunākās Ziņas у 1928, вона була покликана замінити назву Янів день, яка має нелатвійське походження.

## Історія

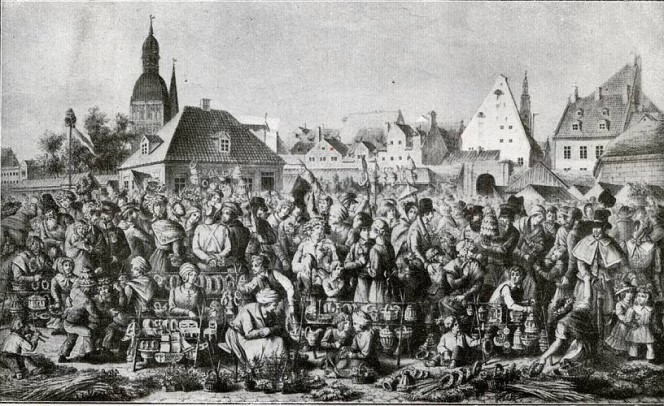
Трав'яний вечір у Даугавмаласі (XVIII століття)

Святкування Дня Івана Хрестителя, що припадає на літнє сонцестояння, було відоме в усьому християнському світі. Лівонський літописець Балтазар Руссов у «Хроніці Лівонії» у 1584 відмічав неабиякі масштаби святкування кануну Янового дня. Кожного року в цей час після сонцестояння ризькі рибалки направлялися до Пардаугави або до інших островів Даугави, де разом з сім'ями та гостями палили вогнища й веселилися до настання світанку.
Після придбання у 1759 латвійським землевласником Йоганом Штайнгауером частини земель нинішньої Риги (Засулаукс) була започаткована традиція святкування «трав'яних» свят. Згодом святкування було перенесено до території замку, розташованого на правому березі Даугави. У 1790 ця традиція була закріплена остаточно.
Після здобуття незалежності Латвією переддень Янова дня набув значної популярності. Була внесена пропозиція зробити 22, 23 та 24 червня національними святами (22 червня святкувався День Героїв, присвячений учасникам Венденської битви, 23 червня — Ліґо (Līgo diena, Zāļu diena), 24 червня — Янів день).

## Традиції

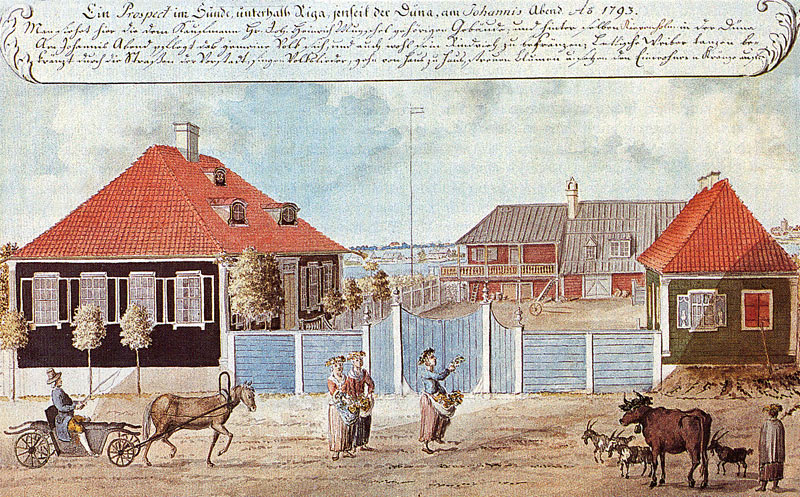
Святкування Ліґо в Пардаугаві

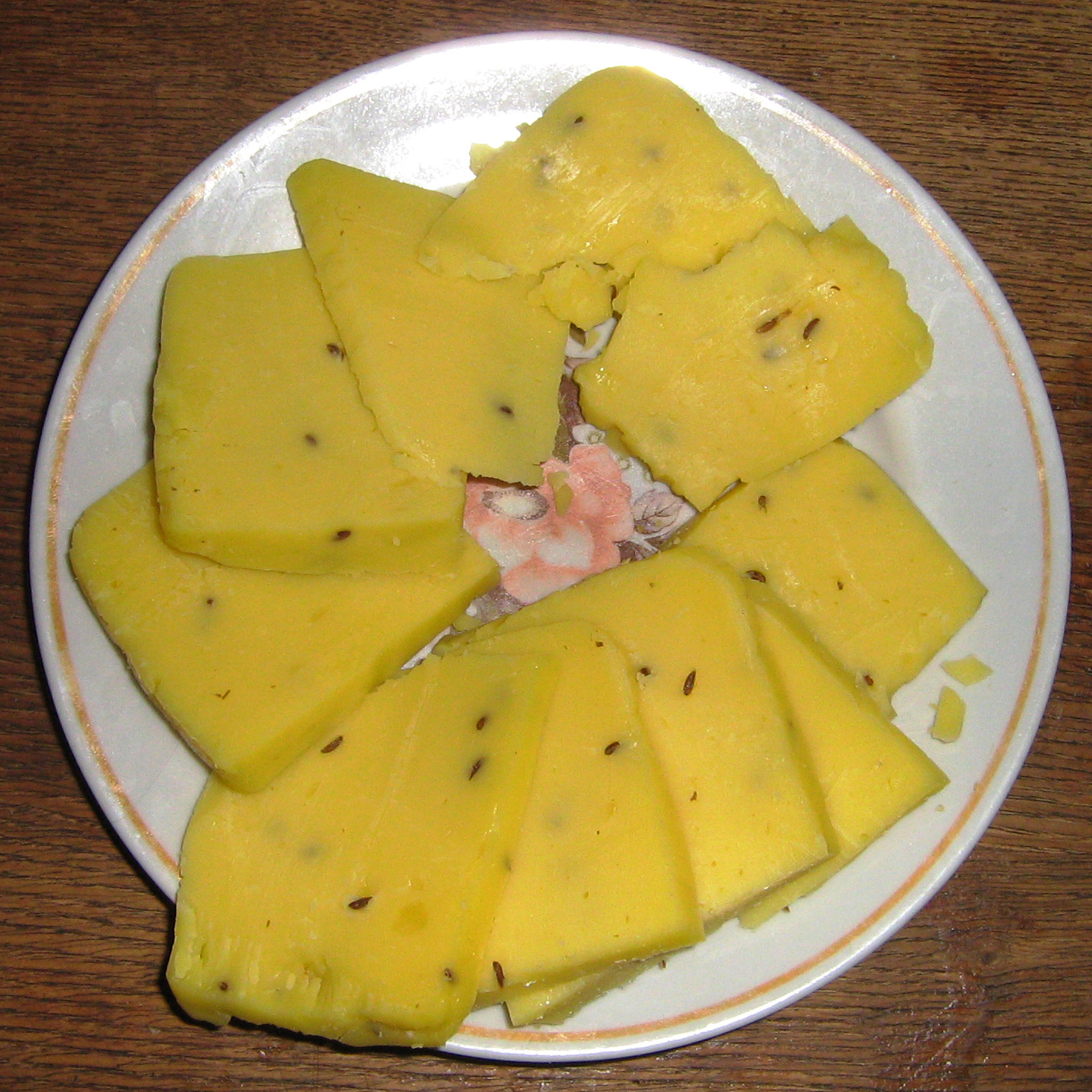
Сир, що готується спеціально до Ліґо

### Використання рослин
Важливим у процесі святкування Ліґо є використання рослин у декоративних, лікувальних та інших цілях. Застосовується багато трав'янистих рослин — в основному підмаренник, перестріч, чина та конюшина. Вони слугують для прикрашання інтер'єрів та екстер'єрів помешкань (кімнат, дворів), а також вплітаються у вінки. Для прикрашання, крім трав'янистих рослин, використовуються також дерева. Застосовують здебільшого гілки берези та дубу; осику та вільху не використовують, оскільки вони символізують зло. В залежності від видів рослин, одні застосовуються для прикрашання опівдні, інші — ввечері перед Яновим днем та власне на Янів день вранці.
Перед Яновим днем зібраними листями горобини, дубу, липи та берези прикрашають будівлі, стодоли та зерносховища, їх прикріплюють до воріт, дверей і автомобілів. Колючка, чортополох і кропива відлякують злих духів та відьом. Останнім часом трав'янисті рослини висушуються та йдуть на корм коровам майже одразу після отелення напередодні зими та весни. На Ліґо трави застосовуються для виготовлення чаю, яким лікують хворих людей та домашню худобу. Гілки горобини зв'язуються, висушуються та застосовуються для окурювання дітей, профілактики захворювань, як заспокійливий засіб, а також від пристроту.

### Вінки
Вінки округлої форми виготовляються з квітів, трави та листя дубу, їх зв'язують та носять на голові. Для виготовлення чоловічих та жіночих вінків застосовуються різні види рослин. Жінки та дівчата носять вінки з квітів і трав. Існує повір'я, згідно з яким вінки, що мають у своєму складі 27 видів квітів і трав, запобігають хворобам та нещастям, а також відлякують ворогів. Чоловіки та хлопці носять вінки з дубового листя, що символізує фізичну силу, якою наділений дуб. Як і традиційний святковий сир та вогнища, вінки також символізують сонце.

### Вогнище
Протягом Ліґо вогнища (латис. pūdeļa, pundeļa) є священними та горять від заходу сонця до ранку наступного дня. Це символізує повір'я, згідно з яким світло, що випромінює святкове вогнище, передається наступному сонячному року. Також вважається, що вогнища мають бути запаленими на високих точках ландшафту, з яких світло, випромінюване вогнищем, дарує силу та високу родючість полям; люди, на яких проливається світло цих вогнищ, також отримують сили та підвищену репродуктивну здатність. Стрибання через святкове вогнище приносить удачу та здоров'я на наступний рік.
Крім вогнища, запалюються також змащені дьогтем бочки й колеса.

### Пісні
Пісні, які виконуються протягом Ліґо та Янова дня, покликані підвищувати репродуктивну здатність, приваблювати вдачу та запобігати нещастям. Святкові пісні виконуються протягом місяця — починають співати їх за два тижні до Янового дня, на вечір перед Яновим днем припадає апогей співів, а востаннє вони виконуються перед Днем Петра, 15 серпня. Після цього виконання святкових пісень припиняється до наступного року. В канун Янового дня (Ліґо) пісні починають співати після обіду та продовжують протягом усієї ночі до сходу сонця — або під час стрибання через святкове вогнище, або під час прогулянок від помешкань до помешкань. Відвідини виконавців співів називаються aplīgošana, підлеглі навідуються до своїх начальників, дівчата — до хлопців і т. д. І навпаки.
У сільських місцевостях за допомогою святкових пісень, виконуваних на Янів день, вказували на конкретні недоліки у господарстві кожного з селян. Це слугувало стимулом для наведення та підтримання ними порядку на власній території.
Крім пісень, іншим обов'язковим атрибутом свята є традиційні танці, присвячені природі, — їх виконують учасники всіх вікових груп.
На Янів день люди вживають пиво та сир, вірячи, що завдяки цьому в наступному році буде краще рости ячмінь та збільшаться надої корів. Пивом і сиром пригощають також виконавців пісень із сусідніх будинків.

### Інші традиції

#### Відьми
Існує повір'я, що з настанням Янового дня вранці бігають по росі «молочні відьми» та голосно вимовляють: «Всі до мене! Всі до мене!» Якщо хто-небудь це почує, то він має відповісти: «Половину з них я пустив на м'ясо!» Після цього кількість надоїв не зменшиться. За повір'ями, відьми маскуються під звичайних жінок, одягаючись у білі вбрання та розпускаючи волосся. Також вони можуть посилати прокляття на поля та худобу своїх ворогів.

#### Цвіт папороті
Існує повір'я, згідно з яким кожен, хто знайде цвіт папороті, стане багатшим та щасливішим, а також розгадає секрети минулого та майбутнього. Цвіт охороняється злими духами і тільки хоробра людина може дістати його. Вночі перед Яновим днем потрібно вісім разів стрибнути навколо руків'я від мітли, що стирчить із землі. Під час цих дій не можна сміятися та розмовляти. Після цього треба сісти верхи на мітлу та самостійно дістатися до найближчого місця, де росте папороть. Після цього можна буде побачити цвіт папороті. На практиці пошук «цвіту папороті» має суто еротичне підґрунтя — закохані пари використовують його як привід, щоб усамітнитися в лісі.

#### Жіночі обряди
Жінки та молоді дівчата роблять вінки та носять їх на голові, співають, танцюють і водять хороводи. Вважається, що такі види активності додають сил.

## Аналоги

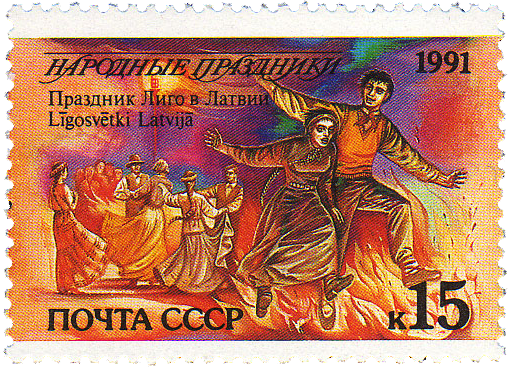
Радянська поштова марка, присвячена Ліґо

День літнього сонцестояння особливо активно святкується в країнах Північної Європи — в Данії, Естонії, Латвії, Литві, Норвегії, Фінляндії, Швеції, Ірландії та Великій Британії (Корнволл). Також святкування літнього сонцестояння було помічено серед вихідців з Європи в Канаді (особливо в Квебеку) та США. Святкування літнього сонцестояння пов'язане також із народними традиціями Білорусі, України, Польщі, Франції, Італії, Росії, Мальти, Португалії та Іспанії.
18 червня 2016 за сприяння Посольства Латвії в Україні в Музеї народної архітектури та побуту в Пирогові були відтворені традиції святкування Ліґо. Ці заходи стали першим масовим святкуванням Ліґо та Янового дня на території України.